# Redło (przystanek kolejowy)
Redło – nieczynny przystanek kolejowy w Redle, w powiecie świdwińskim, w województwie zachodniopomorskim, w Polsce.